# Nils Hult
För andra betydelser, se Nisse Hult.
Nils Gunnar Hult, född 14 augusti 1939 i Lund, är en svensk före detta fotbollsmålvakt.
Hult var målvakt i Malmö FF och blev svensk mästare 1965, 1967, 1970 och 1971. Han spelade även i svenska landslaget. Bror till Leif Hult, även han allsvensk målvakt i AIK och Landskrona BoIS, och till Karl-Erik Hult, tränare i bland annat Landskrona BoIS och Malmö FF. Hult växte upp i Lomma och spelade i GIF Nike.
Bröderna Hult är söner till Otto Hult som också spelade i GIF Nike.